# Tatort: Tödliches Labyrinth
Tödliches Labyrinth ist ein Fernsehfilm aus der Kriminalreihe Tatort der ARD und des ORF. Der Film wurde vom SFB produziert und am 12. Dezember 1999 erstmals ausgestrahlt. Es handelt sich um den zweiten Fall des Ermittler-Duos Hellmann und Ritter und die 430. Tatort-Folge. Hellmann und Ritter müssen den Mord an einem jungen Computerhacker klären und geraten dabei ins Visier anderer Behörden, die offenbar kein Interesse an der Aufklärung des Falles haben.

## Handlung
Während sich Till Ritter psychisch angeschlagen fühlt, weil er in Nothilfe für seinen Kollegen Robert Hellmann einen Tatverdächtigen erschießen musste, erwartet die Berliner Telekommunikationsfirma „SMS-Elektronik“ wichtigen Besuch. Chinesische Interessenten sind für einen Milliardenauftrag nach Berlin gereist, aufgrund der wirtschaftlichen Bedeutung des Auftrags interessiert sich auch der Staat für den Deal. Der junge Hacker Michael Grabowski, der sich „Ikarus“ nennt, hackt sich in den Computer der Firma ein und gibt den Verantwortlichen zu verstehen, dass er über den Deal mit den Chinesen Bescheid wisse. „Ikarus“ zettelt noch in derselben Nacht ein Verkehrschaos an, indem er alle Ampeln in Berlin gleichzeitig auf Grün schaltet. Er trifft sich aufgrund eines Anrufes auf dem Dach des Forum-Hotels, von wo aus er an diesem Abend operiert hat, mit Ariadne, die am Deal mit den Chinesen mitarbeitet, kurz darauf stürzt er in den Tod. Seine Mitstreiterin Ruth Brauner, genannt „Lady Cyber“, die zuvor von „Ikarus“ weggeschickt wurde, filmt die Tat heimlich. Hellmann und Ritter werden zum Tatort gerufen, die Gerichtsmedizinerin geht von Selbstmord aus, doch Ritter hat Zweifel. Ariadnes Vorgesetzter  Walter Rudloff erkundigt sich am nächsten Morgen über die ermittelnden Polizisten Hellmann und Ritter. Er macht Ariadne Vorwürfe, weil sie „Ikarus“ angelockt habe, und weist sie an, als Hanna Kunig vom BKA die Ermittlungen zu beeinflussen, um ihren Fehler wiedergutzumachen, die Behörden würden kooperieren, weil der Auftrag der Chinesen zu wichtig sei.
Hellmann und Ritter zweifeln an „Ikarus‘“ Selbstmord, da sie mutmaßen, dass er das Verkehrschaos angerichtet hat und es keinen Sinn ergeben würde, dass er sich nach seinem „Triumph“ das Leben nimmt. Als sie die Mutter des Toten, bei der er noch gelebt hat, aufsuchen, erzählt sie diesen, dass ihre Kollegin schon das Zimmer ihres Sohnes durchsuche. Zu ihrer Überraschung treffen Hellmann und Ritter auf die Frau, die sich als Computerspezialistin Hanna Kunig vom BKA vorstellt. Schnell kommt es zwischen den Beamten und Kunig zu Kompetenzgerangel, doch schlägt Kunig vor, zu kooperieren. Trotzdem beobachtet Ritter kurz darauf, dass Kunig versucht, die Kontoauszüge des Toten an sich zu bringen und nimmt sie ihr wieder ab. Hellmann und Ritter wundern sich über die hohen Beträge, die der junge Mann offenbar bar eingezahlt hatte, auch seine Ausrüstung ist ziemlich teuer. Hellmann und Ritter misstrauen ihrer Kollegin und sehen sich in der Hackerszene um, erhalten dort aber keine Hinweise. In seiner Wohnung konnte die Polizei den Wirtschaftsteil der FAZ finden, ein Artikel ist ausgeschnitten worden. Kurz darauf werden Hellmann und Ritter von Wiegand informiert, dass keine weitergehenden Ermittlungen in dem Fall mehr angestellt werden sollen, diese Anweisung kam vom BKA. Um das Vertrauen der Beamten zu gewinnen, übergibt Kunig Hellmann den FAZ-Artikel, der in Grabowskis Zeitung fehlte. Sie spielt den Beamten vor, dass auch sie an weiteren Ermittlungen auf eigene Faust interessiert sei.
Die Beamten fahren mit ihrer BKA-Kollegin zur Verkehrsleitzentrale, der Leiter dort beteuert, dass die Software absolut hackerimmun sei, auf Nachfrage von Kunig räumt er ein, dass Ruth Brauner seine Tochter ist und Grabowski gut gekannt hatte. Zudem gibt er zu, sich die regelmäßig wechselnden Code-Wörter selbst auszudenken. Die Beamten suchen mit ihrer Kollegin Ruth Brauner auf und fahren mit ihr zum Forum-Hotel. Auf dem Dach fragt Hellmann sie, was passiert ist, er ist überzeugt, dass Ruth Brauner an dem Abend dabei war und den Beamten dies verschweigt, doch Kunig geht dazwischen und beendet das Verhör. Ruth Brauner vertraut sich später Frau Grabowski an. Während Hellmann, der Hanna misstraut, mit Ritter streitet, der keine Bedenken hat, geht Hanna zu ihrem Vorgesetzten Rudloff und meint, dass sie nicht länger mitmachen könne, Rudloff bleibt unbeeindruckt. Hellmann und Ritter bekommen unterdessen Druck von Wiegand, den Abschlussbericht zu präsentieren, dieser wiederholt, dass die Ermittlungen abgeschlossen seien. Kunig erzählt kurz darauf Hellmann, dass das Geld auf Grabowskis Konto auch aus Verkäufen von Code-Wörtern stammen könnte, doch Hellmann erzählt ihr, dass der Abschlussbericht schon in Vorbereitung sei und Informationen nicht mehr nötig wären. Ruth präsentiert einem anderen Hacker ihre Filmaufnahmen, die sie heimlich von Grabowski gemacht hat, diese beweisen, dass er Ariadne Code-Wörter des US-Unternehmens verkauft hat, das mit SMS-Elektronik um den Auftrag aus China konkurriert hat. Somit konnte SMS-Elektronik das Angebot der Amerikaner unterbieten und den Auftrag erhalten. Sie gibt dem Hacker zu verstehen, dass sie auch von dessen Beteiligung an dem Geschäft weiß, er müsse ihr jetzt helfen, sich zu rächen, sonst verrate sie ihn. Ruth spielt Ritter heimlich eine Video-Kassette zu, dieser findet währenddessen einen Hinweis auf die US-Firma Digitel, den Grabowski in seinen Codes versteckt hat.
Als Hanna Kunig sich gerade Hellmann annähern will, wird Hellmann von Ritter ins Präsidium gerufen, dieser präsentiert ihm das ihm von Ruth zugespielte Video, auf dem das Treffen von Ariadne und „Ikarus“ auf dem Dach dokumentiert wird. Zeitgleich zeigt Rudloff Hanna ein im Internet hochgeladenes Video, in dem sie in ihrer Identität als Ariadne als Mörderin bezeichnet wird. Sie schlüpft mit einer Perücke erneut in ihre vorherige Rolle als Ariadne und dringt in der Nacht ins Haus der Brauners ein, wo sie Ruth, die allein zu Hause ist, antrifft und von ihr die Herausgabe des Videos verlangt. Kurz danach klingeln Hellmann und Ritter an der Tür, weil sie ahnen, dass das Video ihnen nur von ihr zugespielt worden sein kann. Ruth lässt die beiden herein, wird aber von Ariadne mittels Spy-Software auf den Handys von Hellmann und Ritter abgehört. Sie kann den Beamten klarmachen, dass sie ihre Handys ausschalten sollen und warnt sie dann vor Ariadne. Diese flieht aus dem Haus, Hellmann folgt ihr, während Ritter auf Ruth aufpasst. Ariadne flieht in die Wohnung, die sie und Rudloff als Basis nutzen, um dort alle Beweise zu vernichten und anschließend unterzutauchen, Hellmann folgt ihr. Unterdessen erfährt Ritter von Ruth, dass „Ikarus“ Grabowski sich in Ariadne verliebt hatte, als er für sie das US-Unternehmen  gehackt hat, um Informationen zu sammeln, damit SMS-Elektronik das Geschäft mit den Chinesen anstelle der Amerikaner erhält.
Hellmann dringt in die Wohnung ein, nachdem er Ritter gerufen hat, dort stellt er Ariadne, die sich als Hanna Kunig entpuppt, kurz danach trifft auch Ritter ein. Sie gesteht den beiden Beamten, für den BND zu arbeiten, die Gruppe von Walter Rudloff hat mithilfe der Hacker die Angebote der ausländischen Konkurrenz abgefischt, um der deutschen Firma einen Wettbewerbsvorteil zu verschaffen, so sollten Arbeitsplätze in Deutschland gesichert werden. Mit dem Tod von „Ikarus“ will sie nichts tun haben und behauptet, Rudloff habe den Jungen vom Dach gestoßen. Dieser habe sie vermutlich schon fallengelassen, so dass sie als Mörderin dastehen und für Rudloff ins Gefängnis gehen müsste. Die Beamten fordern Ruth auf, das Videoband herauszugeben. Am nächsten Morgen ergibt die Auswertung der Aufnahmen eindeutig die Täterschaft Rudloffs, mithilfe Hannas und Ruths können die Beamten auch die Belege zur Wirtschaftsspionage sichern. Alarmiert von einem für ihn arbeitenden Hacker schickt Rudloff mehrere seiner Leute in den Computerclub, in dem die Beamten und Ruth gerade die Beweise sichern. Sie schalten den Strom ab, als Hanna und die Beamten den Club verlassen, erschießt der draußen wartende Rudloff Hanna. Ritter rennt hinter dem Wagen her und schießt auf ihn, so dass Rudloff in einen Unfall verwickelt wird und festgenommen werden kann. Offiziell hat Rudloff auf eigene Faust gehandelt, der BND und SMS Elektronik haben angeblich nichts von der Angelegenheit gewusst, so dass nichts an die Presse durchdringen wird.

## Produktion
Der Tatort Tödliches Labyrinth ist eine Produktion im Auftrag des SFB für Das Erste. Der Film wurde in Berlin gedreht. Bei seiner Erstausstrahlung am 12. Dezember 1999 hatte Tödliches Labyrinth 6,95 Millionen Zuschauer, was einem Marktanteil von 19,05 % entspricht.

## Kritik
TV Spielfilm beurteilte den Film positiv und kommentiert „Guter Computerkrimi, einloggen lohnt sich“.